# Milton Luís Valente
Milton Luís Valente (Santo Amaro da Imperatriz, 7 de junho de 1912 - São Leopoldo, 5 de janeiro de 1989), conhecido como Padre Milton Valente, foi um jesuíta, historiador e filósofo brasileiro, autor do premiado livro A ética estoica em Cícero.

## Vida e obra
Filho de Camilo Afra Valente e de Apolinária Avila Valente, Milton Luís Valente nasceu em Santo Amaro (alguns veículos de comunicação publicaram que Valente havia nascido em Tubarão (Santa Catarina), mas o próprio padre, conforme atesta em resposta a uma correspondência de jornal, esclarece a questão do seu local de nascimento). Estudou em Lajes (Grupo Escolar Vidal Ramos) e, em seguida, no Colégio Catarinense (SC). Fez noviciado no seminário de Pareci Novo e estudou filosofia em São Leopoldo. Ingressou na Companhia de Jesus em 1928.
Em 1936 publicou Sintaxe da língua latina e, em 1944, traduziu e publicou parte da Eneida, de Virgílio (ed. Livraria Selbach).
Iniciou seus estudos na Sorbonne em 16 de outubro de 1951 e em 2 de julho de 1956 obteve o título de doutor (doctorat d'État) em Letras Clássicas pela Universidade Sorbonne (menção très honorable), em Paris, com tese intitulada L'éthique stoïcienne chez Cicéron. Orientado por Pierre Boyancé (teve anteriormente dois outros orientadores, Jean Bayet e André Boulanger), a banca de defesa foi composta por Vladimir Jankélévitch, Jacques Heurgon, Pierre-Maxime Schuhl e Pierre Wuilleumier.
Em 1958,  após indicação feita por Henry Bordeaux sua tese foi escolhida pela Academia Francesa de Letras como a melhor obra filosófica daquele ano e Milton Valente foi o primeiro estrangeiro a receber o prêmio Broquette-Gonin, no valor de vinte mil francos. Seu doutorado foi publicado como livro pela editora Librairie Saint-Paul. Sua defesa e o prêmio recebido foram amplamente noticiados nos jornais brasileiros.
Com o feito reconhecido no Brasil, além de ter recebido homenagens de diversas instituições, congressos e assembleias, recebeu do presidente Juscelino Kubitschek o prêmio de um milhão de cruzeiros. O dinheiro foi utilizado para a compra de microscópios da Unisinos.
Iniciou, em seguida, a tradução de sua tese para o português. No entanto, apesar da importância da obra e do reconhecimento nacional e internacional, Milton Valente afirma ter se dado conta "da dura realidade", pois não conseguia encontrar nenhuma editora para publicar o livro. Depois de incontáveis esforços para obter apoio no Brasil para a publicação, após um congresso na Academia de Ciências da Alemanha, em 1980, conseguiu do Arcebispado de Colônia o financiamento para o livro. Somente conseguiu publicar sua obra em português 26 anos depois. Sua tese permanece uma referência para os estudos sobre Cícero e sobre a ética estoica.
Foi professor do Colégio Anchieta (RS) e da Faculdade de Filosofia, Ciências e Letras de Cristo-Rei de São Leopoldo. Publicou ainda uma gramática latina intitulada Ludus - Curso de Latim (ed. Livraria Selbach), em 5 volumes (Primus, Secundus, Tertius, Quartus, Quintus). Valente integrou o grupo de professores da primeira turma do curso de graduação em História da Unisinos (1964). Foi Membro Fundador do Instituto Anchietano de Pesquisa da Unisinos e, em 1985, recebeu o título doutor honoris causa pela mesma universidade.  Em 1974 publicou Munique: sua vida e sua arte (ed. Unisinos). Foi sócio fundador do Instituto Histórico de São Leopoldo, ocupando a cadeira de número 11.
Faleceu aos 76 anos, na cidade de São Leopoldo.
Em 2019 foi inaugurada a galeria cultural Pe. Milton Valente.